# Llenemos Madrid

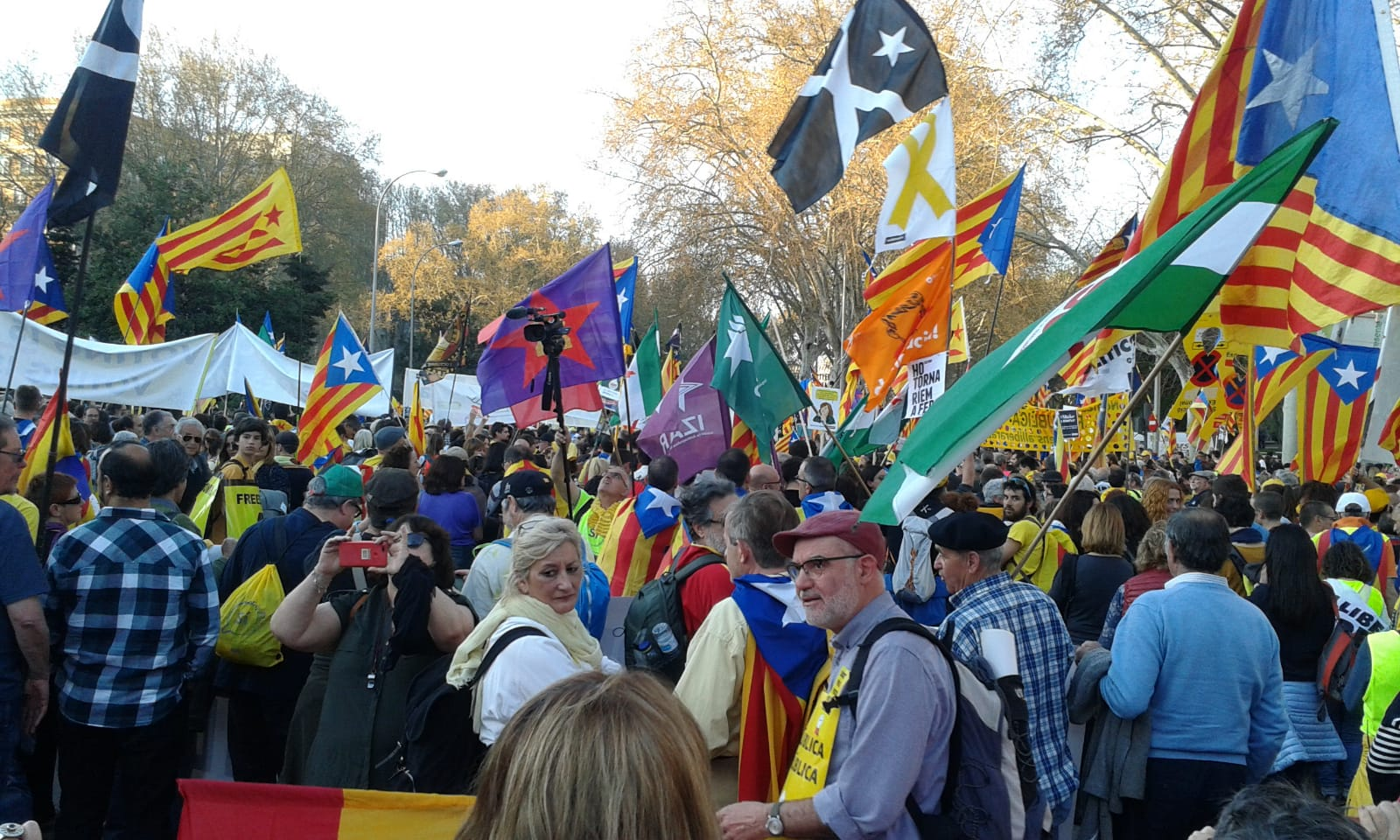
Manifestantes en la marcha hacia Cibeles.

Llenemos Madrid (en catalán, Omplim Madrid) fue una iniciativa promovida por entidades independentistas catalanas como la Asamblea Nacional Catalana y Òmnium Cultural, consistente en la celebración de una manifestación el 16 de marzo de 2019 a las 18:00 de la tarde en Madrid con el objeto de reclamar el derecho de autodeterminación de Cataluña y la liberación de los políticos de dicha comunidad autónoma en prisión preventiva acusados de (y procesados por) la presunta comisión de diversos delitos, entre ellos el de rebelión, en la Causa Especial 20907/2017, el llamado juicio del procés.
Los lemas de la manifestación fueron: «La autodeterminación no es delito» y «Democracia es decidir». El recorrido de la manifestación, encabezada por el presidente de la Generalidad de Cataluña, Quim Torra, el presidente del Parlamento de Cataluña, Roger Torrent, y otros representantes de las formaciones independentistas (JuntsxCat, ERC y CUP), tuvo lugar a lo largo del paseo del Prado, entre la plaza del Emperador Carlos V y la de Cibeles. El Cuerpo Nacional de Policía informó que la manifestación concentró a 18 000 personas, mientras que la organización cifró en 120 000 el número de asistentes. El diario El País estimó tentativamente 55 800 asistentes.